# Gémonval
Gémonval é uma comuna francesa na região administrativa de Borgonha-Franco-Condado, no departamento de Doubs. Estende-se por uma área de 3,39 km². Em 2010 a comuna tinha 86 habitantes (densidade: 25,4 hab./km²).